# 529 Преціоза
529 Преціоза (529 Preziosa) — астероїд головного поясу, відкритий 20 березня 1904 року Максом Вольфом у Гейдельберзі.
Названий на честь героїні «Повчальних новел» Мігеля де Сервантеса.